# Jacques-François de Monbeton de Brouillan
Ne doit pas être confondu avec Joseph de Monbeton de Brouillan.
 (mars 2022).
Si vous disposez d'ouvrages ou d'articles de référence ou si vous connaissez des sites web de qualité traitant du thème abordé ici, merci de compléter l'article en donnant les références utiles à sa vérifiabilité et en les liant à la section « Notes et références ».
Jacques-François de Monbeton de Bourrouillan né en 1651 en Gascogne et mort le 22 septembre 1705 au Fort de Chedabouctou en Acadie, est un officier militaire français et gouverneur de Plaisance à Terre-Neuve puis de l'Acadie.

## Biographie
Jacques-François de Monbeton de Bourrouillan naît au sein d'une famille noble protestante d'Armagnac. Il s'engage dans l'armée royale française au Canada. En 1687, il se convertit au catholicisme à Québec, puis en 1689, s'en retourne en France. 
Le 1er juin 1690, il est nommé gouverneur à Plaisance pour les possessions françaises à Terre-Neuve. Il commande la défense victorieuse de Plaisance à trois reprises (1691, 1692 et 1693) lors des vaines tentatives anglaises de s'emparer de la ville.
En 1695, il participe à une expédition militaire sous les ordres de Pierre Le Moyne d'Iberville contre la cité portuaire britannique de Saint-Jean de Terre-Neuve.
En 1696, il nomme Claude Barrat, notaire et Clerc de Plaisance. Il sera par la suite, le protecteur de madame Barrat qui avait quitté son mari pour l'Acadie. Cette même année, il monte, sur le Pélican une attaque contre la ville de Saint-Jean, mais c'est un échec malgré la capture de plusieurs navires marchands. 
En 1697, il nomme Joseph de Monic gouverneur par intérim durant son absence en France. 
À la suite de la mort du gouverneur de l'Acadie Joseph Robineau de Villebon, Jacques-François de Monbeton de Bourrouillan est nommé gouverneur à sa place. Il négocie aussitôt la libération d'un certain nombre de prisonniers acadiens en échange de prisonniers anglais. 
En 1704, après le raid sur Deerfield par les forces franco-amérindiennes et un grand nombre de prisonniers anglo-américains, les autorités britanniques finissent par échanger leurs prisonniers acadiens dont le corsaire Pierre Maisonnat et Noël Doiron en 1705. Ils arrivèrent à Port-Royal le 18 septembre 1706.
Jacques-François de Monbeton de Bourrouillan contribue au développement économique de la colonie française d'Acadie, notamment le secteur de la pêche et de l'exploitation forestière.